# Nitra dokumentärfilmfestival
Nitra dokumentärfilmfestival är en regional dokumentärfilmfestival i Dalarna. Länets kommuner, föreningar och filmare deltar i och utformar festivalen utifrån sina egna förutsättningar, och med sin egen profil och program. 
Många passar på att plocka fram arkivmaterial från en svunnen tid, medan andra lägger fokus på samtidsskildringar, från Sverige eller övriga världen. I samband med festivalen uppmärksammas också många lokalt verksamma dokumentärfilmare. 
Tillsammans utgör detta Nitra Dokumentärfilmfestival. Tanken är att visa upp mångfalden av dokumentärfilm och att stimulera ett aktivt deltagande runt om i hela Dalarna. 
Nitra Dokumentärfilmfestival utgör också den årliga starten för ett antal skolor i länet att arbeta med dokumentärfilm bland barn och ungdomar. Bland annat projektet ”Koll på verkligheten” som resulterar i nya filmer av ungdomar där de fritt får skapa dokumentärfilmer utifrån sina egna tankar och idéer. Resultatet av projektet brukar visas vid en egen festival på våren.